# Lista di asteroidi (155001-156000)
Di seguito una lista di asteroidi dal numero 155001 al 156000 con data di scoperta e scopritore.

## 155001-155100
| Nome            | Designazione provvisoria | Data di scoperta  | Scopritore           |
| --------------- | ------------------------ | ----------------- | -------------------- |
| 155001 -        | 2005 NT62                | 11 luglio 2005    | Spacewatch           |
| 155002 -        | 2005 NN102               | 12 luglio 2005    | CSS                  |
| 155003 -        | 2005 NX102               | 10 luglio 2005    | CSS                  |
| 155004 -        | 2005 OY9                 | 27 luglio 2005    | NEAT                 |
| 155005 -        | 2005 OP14                | 31 luglio 2005    | Siding Spring Survey |
| 155006 -        | 2005 OU14                | 31 luglio 2005    | Siding Spring Survey |
| 155007 -        | 2005 OB15                | 28 luglio 2005    | Broughton, J.        |
| 155008 -        | 2005 OM16                | 29 luglio 2005    | NEAT                 |
| 155009 -        | 2005 OA19                | 31 luglio 2005    | NEAT                 |
| 155010 -        | 2005 PR9                 | 4 agosto 2005     | NEAT                 |
| 155011 -        | 2005 PR17                | 6 agosto 2005     | Siding Spring Survey |
| 155012 -        | 2005 QM4                 | 24 agosto 2005    | NEAT                 |
| 155013 -        | 2005 QK7                 | 24 agosto 2005    | NEAT                 |
| 155014 -        | 2005 QG12                | 24 agosto 2005    | NEAT                 |
| 155015 -        | 2005 QF17                | 25 agosto 2005    | NEAT                 |
| 155016 -        | 2005 QS19                | 25 agosto 2005    | CINEOS               |
| 155017 -        | 2005 QK26                | 27 agosto 2005    | Spacewatch           |
| 155018 -        | 2005 QK28                | 28 agosto 2005    | Ory, M.              |
| 155019 -        | 2005 QY31                | 24 agosto 2005    | NEAT                 |
| 155020 -        | 2005 QC38                | 25 agosto 2005    | NEAT                 |
| 155021 -        | 2005 QD45                | 26 agosto 2005    | LONEOS               |
| 155022 -        | 2005 QP47                | 26 agosto 2005    | NEAT                 |
| 155023 -        | 2005 QK54                | 28 agosto 2005    | Spacewatch           |
| 155024 -        | 2005 QD67                | 28 agosto 2005    | LONEOS               |
| 155025 -        | 2005 QM71                | 29 agosto 2005    | LINEAR               |
| 155026 -        | 2005 QC73                | 29 agosto 2005    | LINEAR               |
| 155027 -        | 2005 QF75                | 26 agosto 2005    | LONEOS               |
| 155028 -        | 2005 QR82                | 29 agosto 2005    | LINEAR               |
| 155029 -        | 2005 QY82                | 29 agosto 2005    | LONEOS               |
| 155030 -        | 2005 QF84                | 29 agosto 2005    | LONEOS               |
| 155031 -        | 2005 QW94                | 27 agosto 2005    | NEAT                 |
| 155032 -        | 2005 QP95                | 27 agosto 2005    | NEAT                 |
| 155033 -        | 2005 QY116               | 28 agosto 2005    | Spacewatch           |
| 155034 -        | 2005 QJ127               | 28 agosto 2005    | Spacewatch           |
| 155035 -        | 2005 QV129               | 28 agosto 2005    | Spacewatch           |
| 155036 -        | 2005 QH133               | 28 agosto 2005    | Spacewatch           |
| 155037 -        | 2005 QP157               | 31 agosto 2005    | LONEOS               |
| 155038 -        | 2005 QR160               | 28 agosto 2005    | Spacewatch           |
| 155039 -        | 2005 QY165               | 31 agosto 2005    | NEAT                 |
| 155040 -        | 2005 QX171               | 29 agosto 2005    | NEAT                 |
| 155041 -        | 2005 QZ172               | 29 agosto 2005    | NEAT                 |
| 155042 -        | 2005 RQ5                 | 2 settembre 2005  | CINEOS               |
| 155043 -        | 2005 RR5                 | 5 settembre 2005  | NEAT                 |
| 155044 -        | 2005 RE8                 | 8 settembre 2005  | LINEAR               |
| 155045 -        | 2005 RF8                 | 8 settembre 2005  | LINEAR               |
| 155046 -        | 2005 RB10                | 3 settembre 2005  | NEAT                 |
| 155047 -        | 2005 RO10                | 8 settembre 2005  | LINEAR               |
| 155048 -        | 2005 RH24                | 11 settembre 2005 | LONEOS               |
| 155049 -        | 2005 RJ27                | 10 settembre 2005 | LONEOS               |
| 155050 -        | 2005 RU27                | 10 settembre 2005 | LONEOS               |
| 155051 -        | 2005 RY30                | 11 settembre 2005 | LONEOS               |
| 155052 -        | 2005 SA3                 | 23 settembre 2005 | CSS                  |
| 155053 -        | 2005 SV9                 | 25 settembre 2005 | Spacewatch           |
| 155054 -        | 2005 SN19                | 25 settembre 2005 | Calvin College       |
| 155055 -        | 2005 SO23                | 23 settembre 2005 | CSS                  |
| 155056 -        | 2005 SB24                | 24 settembre 2005 | LONEOS               |
| 155057 -        | 2005 SG24                | 24 settembre 2005 | LONEOS               |
| 155058 -        | 2005 SU24                | 24 settembre 2005 | LONEOS               |
| 155059 -        | 2005 SF28                | 23 settembre 2005 | Spacewatch           |
| 155060 -        | 2005 SG28                | 23 settembre 2005 | Spacewatch           |
| 155061 -        | 2005 ST30                | 23 settembre 2005 | CSS                  |
| 155062 -        | 2005 SL32                | 23 settembre 2005 | Spacewatch           |
| 155063 -        | 2005 SP35                | 23 settembre 2005 | Spacewatch           |
| 155064 -        | 2005 SQ39                | 24 settembre 2005 | Spacewatch           |
| 155065 -        | 2005 SL40                | 24 settembre 2005 | Spacewatch           |
| 155066 -        | 2005 SR54                | 25 settembre 2005 | Spacewatch           |
| 155067 -        | 2005 SH58                | 26 settembre 2005 | Calvin College       |
| 155068 -        | 2005 SC59                | 26 settembre 2005 | Spacewatch           |
| 155069 -        | 2005 SA65                | 26 settembre 2005 | NEAT                 |
| 155070 -        | 2005 SB69                | 27 settembre 2005 | Spacewatch           |
| 155071 -        | 2005 SS71                | 23 settembre 2005 | CSS                  |
| 155072 -        | 2005 SS73                | 23 settembre 2005 | Spacewatch           |
| 155073 -        | 2005 SP77                | 24 settembre 2005 | Spacewatch           |
| 155074 -        | 2005 SH90                | 24 settembre 2005 | Spacewatch           |
| 155075 -        | 2005 SZ96                | 25 settembre 2005 | NEAT                 |
| 155076 -        | 2005 SH103               | 25 settembre 2005 | NEAT                 |
| 155077 -        | 2005 SX103               | 25 settembre 2005 | NEAT                 |
| 155078 -        | 2005 SG104               | 25 settembre 2005 | Spacewatch           |
| 155079 -        | 2005 SM112               | 26 settembre 2005 | NEAT                 |
| 155080 -        | 2005 SC130               | 29 settembre 2005 | LONEOS               |
| 155081 -        | 2005 SH130               | 29 settembre 2005 | LONEOS               |
| 155082 -        | 2005 SF131               | 29 settembre 2005 | CSS                  |
| 155083 Banneker | 2005 SE134               | 30 settembre 2005 | Molnar, L. A.        |
| 155084 -        | 2005 ST137               | 24 settembre 2005 | Spacewatch           |
| 155085 -        | 2005 SW147               | 25 settembre 2005 | Spacewatch           |
| 155086 -        | 2005 SE148               | 25 settembre 2005 | Spacewatch           |
| 155087 -        | 2005 SL149               | 25 settembre 2005 | Spacewatch           |
| 155088 -        | 2005 ST158               | 26 settembre 2005 | Spacewatch           |
| 155089 -        | 2005 SK159               | 26 settembre 2005 | Spacewatch           |
| 155090 -        | 2005 SJ164               | 27 settembre 2005 | NEAT                 |
| 155091 -        | 2005 SX164               | 27 settembre 2005 | NEAT                 |
| 155092 -        | 2005 SX169               | 29 settembre 2005 | Spacewatch           |
| 155093 -        | 2005 SP183               | 29 settembre 2005 | Spacewatch           |
| 155094 -        | 2005 SB192               | 29 settembre 2005 | Mount Lemmon Survey  |
| 155095 -        | 2005 SJ193               | 29 settembre 2005 | Spacewatch           |
| 155096 -        | 2005 SW203               | 30 settembre 2005 | LONEOS               |
| 155097 -        | 2005 SE211               | 30 settembre 2005 | NEAT                 |
| 155098 -        | 2005 SF214               | 30 settembre 2005 | CSS                  |
| 155099 -        | 2005 SP214               | 30 settembre 2005 | CSS                  |
| 155100 -        | 2005 SX214               | 30 settembre 2005 | CSS                  |

## 155101-155200
| Nome              | Designazione provvisoria | Data di scoperta  | Scopritore                  |
| ----------------- | ------------------------ | ----------------- | --------------------------- |
| 155101 -          | 2005 SM218               | 30 settembre 2005 | NEAT                        |
| 155102 -          | 2005 SB219               | 30 settembre 2005 | Mount Lemmon Survey         |
| 155103 -          | 2005 SC225               | 29 settembre 2005 | NEAT                        |
| 155104 -          | 2005 SO225               | 29 settembre 2005 | CSS                         |
| 155105 -          | 2005 SH227               | 30 settembre 2005 | Spacewatch                  |
| 155106 -          | 2005 SX231               | 30 settembre 2005 | Mount Lemmon Survey         |
| 155107 -          | 2005 SZ237               | 29 settembre 2005 | Spacewatch                  |
| 155108 -          | 2005 SW242               | 30 settembre 2005 | Mount Lemmon Survey         |
| 155109 -          | 2005 SM244               | 30 settembre 2005 | Mount Lemmon Survey         |
| 155110 -          | 2005 TB                  | 1 ottobre 2005    | CSS                         |
| 155111 -          | 2005 TP5                 | 1 ottobre 2005    | CSS                         |
| 155112 -          | 2005 TU25                | 1 ottobre 2005    | Mount Lemmon Survey         |
| 155113 -          | 2005 TO42                | 3 ottobre 2005    | NEAT                        |
| 155114 -          | 2005 TY42                | 4 ottobre 2005    | CSS                         |
| 155115 -          | 2005 TR46                | 1 ottobre 2005    | LONEOS                      |
| 155116 Verkhivnya | 2005 TJ49                | 8 ottobre 2005    | Andrushivka                 |
| 155117 -          | 2005 TE50                | 9 ottobre 2005    | Goodricke-Pigott            |
| 155118 -          | 2005 TK53                | 12 ottobre 2005   | Hutsebaut, R.               |
| 155119 -          | 2005 TR55                | 6 ottobre 2005    | Spacewatch                  |
| 155120 -          | 2005 TW64                | 1 ottobre 2005    | Spacewatch                  |
| 155121 -          | 2005 TE68                | 5 ottobre 2005    | CSS                         |
| 155122 -          | 2005 TZ72                | 5 ottobre 2005    | CSS                         |
| 155123 -          | 2005 TX78                | 7 ottobre 2005    | CSS                         |
| 155124 -          | 2005 TD99                | 7 ottobre 2005    | CSS                         |
| 155125 -          | 2005 TN107               | 5 ottobre 2005    | Spacewatch                  |
| 155126 -          | 2005 TY109               | 7 ottobre 2005    | Spacewatch                  |
| 155127 -          | 2005 TX110               | 7 ottobre 2005    | Spacewatch                  |
| 155128 -          | 2005 TM117               | 7 ottobre 2005    | Spacewatch                  |
| 155129 -          | 2005 TT123               | 7 ottobre 2005    | CSS                         |
| 155130 -          | 2005 TH126               | 7 ottobre 2005    | Spacewatch                  |
| 155131 -          | 2005 TQ127               | 7 ottobre 2005    | Spacewatch                  |
| 155132 -          | 2005 TV132               | 7 ottobre 2005    | Spacewatch                  |
| 155133 -          | 2005 TW140               | 8 ottobre 2005    | Spacewatch                  |
| 155134 -          | 2005 TX152               | 5 ottobre 2005    | CSS                         |
| 155135 -          | 2005 TC165               | 9 ottobre 2005    | Spacewatch                  |
| 155136 -          | 2005 TS166               | 9 ottobre 2005    | Spacewatch                  |
| 155137 -          | 2005 TZ166               | 9 ottobre 2005    | Spacewatch                  |
| 155138 Pucinskas  | 2005 TM169               | 9 ottobre 2005    | Cernis, K., Zdanavicius, J. |
| 155139 -          | 2005 TF173               | 13 ottobre 2005   | LINEAR                      |
| 155140 -          | 2005 UD                  | 22 ottobre 2005   | CSS                         |
| 155141 -          | 2005 UY                  | 20 ottobre 2005   | Healy, D.                   |
| 155142 Tenagra    | 2005 UD4                 | 26 ottobre 2005   | Merlin, J.-C.               |
| 155143 -          | 2005 UB10                | 21 ottobre 2005   | NEAT                        |
| 155144 -          | 2005 UG14                | 22 ottobre 2005   | Spacewatch                  |
| 155145 -          | 2005 UR18                | 22 ottobre 2005   | Spacewatch                  |
| 155146 -          | 2005 UF29                | 23 ottobre 2005   | CSS                         |
| 155147 -          | 2005 UZ29                | 23 ottobre 2005   | CSS                         |
| 155148 -          | 2005 UC57                | 24 ottobre 2005   | LONEOS                      |
| 155149 -          | 2005 UE61                | 25 ottobre 2005   | Mount Lemmon Survey         |
| 155150 -          | 2005 UL67                | 22 ottobre 2005   | NEAT                        |
| 155151 -          | 2005 UH69                | 23 ottobre 2005   | NEAT                        |
| 155152 -          | 2005 UE78                | 25 ottobre 2005   | Mount Lemmon Survey         |
| 155153 -          | 2005 UV78                | 25 ottobre 2005   | CSS                         |
| 155154 -          | 2005 UW78                | 25 ottobre 2005   | CSS                         |
| 155155 -          | 2005 UD79                | 25 ottobre 2005   | CSS                         |
| 155156 -          | 2005 UR79                | 25 ottobre 2005   | CSS                         |
| 155157 -          | 2005 UF80                | 25 ottobre 2005   | CSS                         |
| 155158 -          | 2005 UL80                | 25 ottobre 2005   | CSS                         |
| 155159 -          | 2005 UK83                | 22 ottobre 2005   | Spacewatch                  |
| 155160 -          | 2005 US96                | 22 ottobre 2005   | Spacewatch                  |
| 155161 -          | 2005 UQ104               | 22 ottobre 2005   | Spacewatch                  |
| 155162 -          | 2005 UZ104               | 22 ottobre 2005   | Spacewatch                  |
| 155163 -          | 2005 UJ124               | 24 ottobre 2005   | Spacewatch                  |
| 155164 -          | 2005 UN141               | 25 ottobre 2005   | CSS                         |
| 155165 -          | 2005 UU147               | 26 ottobre 2005   | Spacewatch                  |
| 155166 -          | 2005 UU151               | 26 ottobre 2005   | Spacewatch                  |
| 155167 -          | 2005 UG172               | 24 ottobre 2005   | Spacewatch                  |
| 155168 -          | 2005 UC175               | 24 ottobre 2005   | Spacewatch                  |
| 155169 -          | 2005 UF186               | 25 ottobre 2005   | Mount Lemmon Survey         |
| 155170 -          | 2005 UK191               | 27 ottobre 2005   | Mount Lemmon Survey         |
| 155171 -          | 2005 UX205               | 26 ottobre 2005   | Spacewatch                  |
| 155172 -          | 2005 UJ214               | 24 ottobre 2005   | NEAT                        |
| 155173 -          | 2005 US216               | 25 ottobre 2005   | Mount Lemmon Survey         |
| 155174 -          | 2005 UA220               | 25 ottobre 2005   | Spacewatch                  |
| 155175 -          | 2005 UP247               | 28 ottobre 2005   | LINEAR                      |
| 155176 -          | 2005 UH248               | 28 ottobre 2005   | Mount Lemmon Survey         |
| 155177 -          | 2005 UR272               | 28 ottobre 2005   | Spacewatch                  |
| 155178 -          | 2005 UX274               | 28 ottobre 2005   | Mount Lemmon Survey         |
| 155179 -          | 2005 UH277               | 24 ottobre 2005   | Spacewatch                  |
| 155180 -          | 2005 UF289               | 26 ottobre 2005   | Spacewatch                  |
| 155181 -          | 2005 UY315               | 25 ottobre 2005   | Spacewatch                  |
| 155182 -          | 2005 UL317               | 27 ottobre 2005   | Mount Lemmon Survey         |
| 155183 -          | 2005 UB327               | 29 ottobre 2005   | CSS                         |
| 155184 -          | 2005 UW329               | 28 ottobre 2005   | CSS                         |
| 155185 -          | 2005 UX330               | 28 ottobre 2005   | Mount Lemmon Survey         |
| 155186 -          | 2005 UY334               | 29 ottobre 2005   | Mount Lemmon Survey         |
| 155187 -          | 2005 UC335               | 29 ottobre 2005   | Mount Lemmon Survey         |
| 155188 -          | 2005 UM349               | 25 ottobre 2005   | CSS                         |
| 155189 -          | 2005 UN355               | 29 ottobre 2005   | CSS                         |
| 155190 -          | 2005 UV355               | 29 ottobre 2005   | Mount Lemmon Survey         |
| 155191 -          | 2005 UZ365               | 27 ottobre 2005   | Spacewatch                  |
| 155192 -          | 2005 UV371               | 27 ottobre 2005   | Mount Lemmon Survey         |
| 155193 -          | 2005 UH377               | 28 ottobre 2005   | LINEAR                      |
| 155194 -          | 2005 UK381               | 30 ottobre 2005   | Mount Lemmon Survey         |
| 155195 -          | 2005 UG396               | 25 ottobre 2005   | Spacewatch                  |
| 155196 -          | 2005 UM419               | 25 ottobre 2005   | Spacewatch                  |
| 155197 -          | 2005 UO429               | 28 ottobre 2005   | Spacewatch                  |
| 155198 -          | 2005 UO432               | 28 ottobre 2005   | Spacewatch                  |
| 155199 -          | 2005 UU433               | 28 ottobre 2005   | Spacewatch                  |
| 155200 -          | 2005 UC438               | 27 ottobre 2005   | Spacewatch                  |

## 155201-155300
| Nome                | Designazione provvisoria | Data di scoperta | Scopritore           |
| ------------------- | ------------------------ | ---------------- | -------------------- |
| 155201 -            | 2005 UL440               | 29 ottobre 2005  | Mount Lemmon Survey  |
| 155202 -            | 2005 UU444               | 30 ottobre 2005  | Mount Lemmon Survey  |
| 155203 -            | 2005 UV444               | 30 ottobre 2005  | Mount Lemmon Survey  |
| 155204 -            | 2005 UX445               | 31 ottobre 2005  | Mount Lemmon Survey  |
| 155205 -            | 2005 UV449               | 30 ottobre 2005  | LINEAR               |
| 155206 -            | 2005 UP457               | 31 ottobre 2005  | NEAT                 |
| 155207 -            | 2005 UO460               | 28 ottobre 2005  | Mount Lemmon Survey  |
| 155208 -            | 2005 UV460               | 28 ottobre 2005  | Mount Lemmon Survey  |
| 155209 -            | 2005 UV481               | 31 ottobre 2005  | CSS                  |
| 155210 -            | 2005 UG483               | 22 ottobre 2005  | CSS                  |
| 155211 -            | 2005 UP485               | 22 ottobre 2005  | CSS                  |
| 155212 -            | 2005 UQ489               | 23 ottobre 2005  | CSS                  |
| 155213 -            | 2005 UU494               | 25 ottobre 2005  | CSS                  |
| 155214 -            | 2005 UK508               | 25 ottobre 2005  | Spacewatch           |
| 155215 Vámostibor   | 2005 VU2                 | 4 novembre 2005  | Sárneczky, K.        |
| 155216 -            | 2005 VV2                 | 5 novembre 2005  | Birtwhistle, P.      |
| 155217 Radnóti      | 2005 VH5                 | 9 novembre 2005  | Sárneczky, K.        |
| 155218 -            | 2005 VL7                 | 13 novembre 2005 | LINEAR               |
| 155219 -            | 2005 VX23                | 1 novembre 2005  | Spacewatch           |
| 155220 -            | 2005 VM25                | 2 novembre 2005  | LINEAR               |
| 155221 -            | 2005 VT38                | 3 novembre 2005  | Mount Lemmon Survey  |
| 155222 -            | 2005 VY52                | 3 novembre 2005  | Mount Lemmon Survey  |
| 155223 -            | 2005 VH53                | 3 novembre 2005  | Mount Lemmon Survey  |
| 155224 -            | 2005 VW60                | 5 novembre 2005  | Spacewatch           |
| 155225 -            | 2005 VR63                | 1 novembre 2005  | Mount Lemmon Survey  |
| 155226 -            | 2005 VV70                | 1 novembre 2005  | Mount Lemmon Survey  |
| 155227 -            | 2005 VD71                | 1 novembre 2005  | Mount Lemmon Survey  |
| 155228 -            | 2005 VB98                | 7 novembre 2005  | LINEAR               |
| 155229 -            | 2005 VD118               | 15 novembre 2005 | NEAT                 |
| 155230 -            | 2005 VQ118               | 15 novembre 2005 | NEAT                 |
| 155231 -            | 2005 WV2                 | 19 novembre 2005 | NEAT                 |
| 155232 -            | 2005 WL5                 | 20 novembre 2005 | NEAT                 |
| 155233 -            | 2005 WO8                 | 21 novembre 2005 | Spacewatch           |
| 155234 -            | 2005 WK16                | 22 novembre 2005 | Spacewatch           |
| 155235 -            | 2005 WX17                | 22 novembre 2005 | Spacewatch           |
| 155236 -            | 2005 WO18                | 22 novembre 2005 | Spacewatch           |
| 155237 -            | 2005 WP18                | 22 novembre 2005 | Spacewatch           |
| 155238 -            | 2005 WY18                | 22 novembre 2005 | Spacewatch           |
| 155239 -            | 2005 WB19                | 22 novembre 2005 | Spacewatch           |
| 155240 -            | 2005 WO21                | 21 novembre 2005 | Spacewatch           |
| 155241 -            | 2005 WO22                | 21 novembre 2005 | Spacewatch           |
| 155242 -            | 2005 WQ24                | 21 novembre 2005 | Spacewatch           |
| 155243 -            | 2005 WW25                | 21 novembre 2005 | Spacewatch           |
| 155244 -            | 2005 WH29                | 21 novembre 2005 | Spacewatch           |
| 155245 -            | 2005 WJ38                | 22 novembre 2005 | Spacewatch           |
| 155246 -            | 2005 WE44                | 21 novembre 2005 | Spacewatch           |
| 155247 -            | 2005 WK46                | 22 novembre 2005 | Healy, D.            |
| 155248 -            | 2005 WN46                | 24 novembre 2005 | NEAT                 |
| 155249 -            | 2005 WU48                | 25 novembre 2005 | Spacewatch           |
| 155250 -            | 2005 WW57                | 25 novembre 2005 | CSS                  |
| 155251 -            | 2005 WC59                | 29 novembre 2005 | LINEAR               |
| 155252 -            | 2005 WU60                | 25 novembre 2005 | Mount Lemmon Survey  |
| 155253 -            | 2005 WX66                | 22 novembre 2005 | Spacewatch           |
| 155254 -            | 2005 WB68                | 22 novembre 2005 | Spacewatch           |
| 155255 -            | 2005 WO73                | 25 novembre 2005 | CSS                  |
| 155256 -            | 2005 WH76                | 25 novembre 2005 | Spacewatch           |
| 155257 -            | 2005 WL81                | 26 novembre 2005 | Mount Lemmon Survey  |
| 155258 -            | 2005 WP86                | 28 novembre 2005 | Mount Lemmon Survey  |
| 155259 -            | 2005 WQ86                | 28 novembre 2005 | Mount Lemmon Survey  |
| 155260 -            | 2005 WH89                | 25 novembre 2005 | Mount Lemmon Survey  |
| 155261 -            | 2005 WE95                | 26 novembre 2005 | Spacewatch           |
| 155262 -            | 2005 WL95                | 26 novembre 2005 | Spacewatch           |
| 155263 -            | 2005 WM98                | 28 novembre 2005 | Spacewatch           |
| 155264 -            | 2005 WN99                | 28 novembre 2005 | Mount Lemmon Survey  |
| 155265 -            | 2005 WM103               | 26 novembre 2005 | CSS                  |
| 155266 -            | 2005 WP105               | 29 novembre 2005 | Spacewatch           |
| 155267 -            | 2005 WE106               | 29 novembre 2005 | LINEAR               |
| 155268 -            | 2005 WE108               | 28 novembre 2005 | CSS                  |
| 155269 -            | 2005 WC113               | 25 novembre 2005 | CSS                  |
| 155270 Dianawheeler | 2005 WH113               | 25 novembre 2005 | CSS                  |
| 155271 -            | 2005 WJ114               | 28 novembre 2005 | LINEAR               |
| 155272 -            | 2005 WT118               | 25 novembre 2005 | CSS                  |
| 155273 -            | 2005 WR119               | 28 novembre 2005 | CSS                  |
| 155274 -            | 2005 WM146               | 25 novembre 2005 | Spacewatch           |
| 155275 -            | 2005 WJ154               | 29 novembre 2005 | LINEAR               |
| 155276 -            | 2005 WV155               | 29 novembre 2005 | NEAT                 |
| 155277 -            | 2005 WJ159               | 29 novembre 2005 | LINEAR               |
| 155278 -            | 2005 WR168               | 30 novembre 2005 | Spacewatch           |
| 155279 -            | 2005 WW173               | 30 novembre 2005 | Mount Lemmon Survey  |
| 155280 -            | 2005 WR181               | 25 novembre 2005 | CSS                  |
| 155281 -            | 2005 WX184               | 29 novembre 2005 | LINEAR               |
| 155282 -            | 2005 WC186               | 30 novembre 2005 | LINEAR               |
| 155283 -            | 2005 WS187               | 29 novembre 2005 | CSS                  |
| 155284 -            | 2005 WC190               | 20 novembre 2005 | CSS                  |
| 155285 -            | 2005 WH191               | 21 novembre 2005 | CSS                  |
| 155286 -            | 2005 WU192               | 26 novembre 2005 | LINEAR               |
| 155287 -            | 2005 XK1                 | 4 dicembre 2005  | LINEAR               |
| 155288 -            | 2005 XY5                 | 1 dicembre 2005  | LINEAR               |
| 155289 -            | 2005 XE26                | 4 dicembre 2005  | LINEAR               |
| 155290 Anniegrauer  | 2005 XJ40                | 5 dicembre 2005  | Lemmon Survey, Mount |
| 155291 -            | 2005 XO56                | 5 dicembre 2005  | Mount Lemmon Survey  |
| 155292 -            | 2005 XT64                | 7 dicembre 2005  | LINEAR               |
| 155293 -            | 2005 XO65                | 2 dicembre 2005  | CSS                  |
| 155294 -            | 2005 XY65                | 7 dicembre 2005  | CSS                  |
| 155295 -            | 2005 XN77                | 8 dicembre 2005  | Spacewatch           |
| 155296 -            | 2005 YJ                  | 20 dicembre 2005 | LINEAR               |
| 155297 -            | 2005 YS9                 | 21 dicembre 2005 | Spacewatch           |
| 155298 -            | 2005 YG19                | 24 dicembre 2005 | Spacewatch           |
| 155299 -            | 2005 YD25                | 24 dicembre 2005 | Spacewatch           |
| 155300 -            | 2005 YG40                | 22 dicembre 2005 | Spacewatch           |

## 155301-155400
| Nome     | Designazione provvisoria | Data di scoperta  | Scopritore                                                |
| -------- | ------------------------ | ----------------- | --------------------------------------------------------- |
| 155301 - | 2005 YU43                | 25 dicembre 2005  | Spacewatch                                                |
| 155302 - | 2005 YS46                | 25 dicembre 2005  | Spacewatch                                                |
| 155303 - | 2005 YU53                | 22 dicembre 2005  | Spacewatch                                                |
| 155304 - | 2005 YE57                | 24 dicembre 2005  | Spacewatch                                                |
| 155305 - | 2005 YU73                | 24 dicembre 2005  | Spacewatch                                                |
| 155306 - | 2005 YA75                | 24 dicembre 2005  | NEAT                                                      |
| 155307 - | 2005 YB133               | 26 dicembre 2005  | Spacewatch                                                |
| 155308 - | 2005 YA137               | 26 dicembre 2005  | Mount Lemmon Survey                                       |
| 155309 - | 2005 YS141               | 28 dicembre 2005  | Mount Lemmon Survey                                       |
| 155310 - | 2005 YF156               | 26 dicembre 2005  | Mount Lemmon Survey                                       |
| 155311 - | 2005 YW159               | 27 dicembre 2005  | Spacewatch                                                |
| 155312 - | 2005 YC168               | 28 dicembre 2005  | Spacewatch                                                |
| 155313 - | 2005 YZ170               | 29 dicembre 2005  | Spacewatch                                                |
| 155314 - | 2005 YW206               | 27 dicembre 2005  | Spacewatch                                                |
| 155315 - | 2005 YM219               | 31 dicembre 2005  | LINEAR                                                    |
| 155316 - | 2005 YP275               | 21 dicembre 2005  | Spacewatch                                                |
| 155317 - | 2005 YU283               | 28 dicembre 2005  | Mount Lemmon Survey                                       |
| 155318 - | 2006 AP18                | 5 gennaio 2006    | LONEOS                                                    |
| 155319 - | 2006 AC31                | 5 gennaio 2006    | Spacewatch                                                |
| 155320 - | 2006 AC32                | 5 gennaio 2006    | LINEAR                                                    |
| 155321 - | 2006 AA55                | 5 gennaio 2006    | Spacewatch                                                |
| 155322 - | 2006 AR56                | 7 gennaio 2006    | Mount Lemmon Survey                                       |
| 155323 - | 2006 AD70                | 6 gennaio 2006    | Spacewatch                                                |
| 155324 - | 2006 AY81                | 5 gennaio 2006    | LINEAR                                                    |
| 155325 - | 2006 AG86                | 2 gennaio 2006    | LINEAR                                                    |
| 155326 - | 2006 AN97                | 6 gennaio 2006    | LINEAR                                                    |
| 155327 - | 2006 AV99                | 6 gennaio 2006    | Mount Lemmon Survey                                       |
| 155328 - | 2006 BG13                | 22 gennaio 2006   | Mount Lemmon Survey                                       |
| 155329 - | 2006 BJ43                | 23 gennaio 2006   | Spacewatch                                                |
| 155330 - | 2006 BN61                | 22 gennaio 2006   | CSS                                                       |
| 155331 - | 2006 BD104               | 24 gennaio 2006   | Spacewatch                                                |
| 155332 - | 2006 BA157               | 25 gennaio 2006   | Spacewatch                                                |
| 155333 - | 2006 BK196               | 30 gennaio 2006   | Spacewatch                                                |
| 155334 - | 2006 DZ169               | 27 febbraio 2006  | Spacewatch                                                |
| 155335 - | 2006 EV                  | 4 marzo 2006      | Mount Lemmon Survey                                       |
| 155336 - | 2006 GA1                 | 2 aprile 2006     | Spacewatch                                                |
| 155337 - | 2006 KH89                | 29 maggio 2006    | Mount Lemmon Survey                                       |
| 155338 - | 2006 MZ1                 | 20 giugno 2006    | CSS                                                       |
| 155339 - | 2006 RD83                | 15 settembre 2006 | Spacewatch                                                |
| 155340 - | 2006 SK198               | 28 settembre 2006 | CSS                                                       |
| 155341 - | 2006 SA218               | 30 settembre 2006 | Siding Spring Survey                                      |
| 155342 - | 2006 XD40                | 12 dicembre 2006  | Mount Lemmon Survey                                       |
| 155343 - | 2006 YU6                 | 20 dicembre 2006  | NEAT                                                      |
| 155344 - | 2007 AP14                | 9 gennaio 2007    | Spacewatch                                                |
| 155345 - | 2007 AR14                | 9 gennaio 2007    | Mount Lemmon Survey                                       |
| 155346 - | 2007 AH23                | 10 gennaio 2007   | Mount Lemmon Survey                                       |
| 155347 - | 2007 BU31                | 23 gennaio 2007   | LONEOS                                                    |
| 155348 - | 2007 BE44                | 24 gennaio 2007   | CSS                                                       |
| 155349 - | 2007 CL17                | 8 febbraio 2007   | Mount Lemmon Survey                                       |
| 155350 - | 2007 CN21                | 6 febbraio 2007   | NEAT                                                      |
| 155351 - | 2007 CY24                | 8 febbraio 2007   | CSS                                                       |
| 155352 - | 2007 CA25                | 8 febbraio 2007   | CSS                                                       |
| 155353 - | 2007 CM25                | 8 febbraio 2007   | Spacewatch                                                |
| 155354 - | 2007 CE27                | 9 febbraio 2007   | Spacewatch                                                |
| 155355 - | 2007 DU2                 | 16 febbraio 2007  | CSS                                                       |
| 155356 - | 2707 P-L                 | 24 settembre 1960 | van Houten, C. J., van Houten-Groeneveld, I., Gehrels, T. |
| 155357 - | 6096 P-L                 | 24 settembre 1960 | van Houten, C. J., van Houten-Groeneveld, I., Gehrels, T. |
| 155358 - | 6231 P-L                 | 24 settembre 1960 | van Houten, C. J., van Houten-Groeneveld, I., Gehrels, T. |
| 155359 - | 6292 P-L                 | 24 settembre 1960 | van Houten, C. J., van Houten-Groeneveld, I., Gehrels, T. |
| 155360 - | 1031 T-2                 | 29 settembre 1973 | van Houten, C. J., van Houten-Groeneveld, I., Gehrels, T. |
| 155361 - | 1096 T-2                 | 29 settembre 1973 | van Houten, C. J., van Houten-Groeneveld, I., Gehrels, T. |
| 155362 - | 3127 T-3                 | 16 ottobre 1977   | van Houten, C. J., van Houten-Groeneveld, I., Gehrels, T. |
| 155363 - | 3207 T-3                 | 16 ottobre 1977   | van Houten, C. J., van Houten-Groeneveld, I., Gehrels, T. |
| 155364 - | 3402 T-3                 | 16 ottobre 1977   | van Houten, C. J., van Houten-Groeneveld, I., Gehrels, T. |
| 155365 - | 4308 T-3                 | 16 ottobre 1977   | van Houten, C. J., van Houten-Groeneveld, I., Gehrels, T. |
| 155366 - | 4557 T-3                 | 16 ottobre 1977   | van Houten, C. J., van Houten-Groeneveld, I., Gehrels, T. |
| 155367 - | 5095 T-3                 | 16 ottobre 1977   | van Houten, C. J., van Houten-Groeneveld, I., Gehrels, T. |
| 155368 - | 5120 T-3                 | 16 ottobre 1977   | van Houten, C. J., van Houten-Groeneveld, I., Gehrels, T. |
| 155369 - | 1981 EH15                | 1 marzo 1981      | Bus, S. J.                                                |
| 155370 - | 1988 TX                  | 13 ottobre 1988   | Ueda, S., Kaneda, H.                                      |
| 155371 - | 1990 SB8                 | 22 settembre 1990 | Elst, E. W.                                               |
| 155372 - | 1991 TM15                | 6 ottobre 1991    | Lowe, A.                                                  |
| 155373 - | 1991 TV16                | 7 ottobre 1991    | Lowe, A.                                                  |
| 155374 - | 1991 VZ10                | 5 novembre 1991   | Spacewatch                                                |
| 155375 - | 1992 DP3                 | 26 febbraio 1992  | Spacewatch                                                |
| 155376 - | 1992 RL5                 | 2 settembre 1992  | Elst, E. W.                                               |
| 155377 - | 1992 SW9                 | 27 settembre 1992 | Spacewatch                                                |
| 155378 - | 1993 FF9                 | 17 marzo 1993     | UESAC                                                     |
| 155379 - | 1993 FP50                | 19 marzo 1993     | UESAC                                                     |
| 155380 - | 1993 FU56                | 17 marzo 1993     | UESAC                                                     |
| 155381 - | 1993 FY64                | 21 marzo 1993     | UESAC                                                     |
| 155382 - | 1993 TZ15                | 9 ottobre 1993    | Elst, E. W.                                               |
| 155383 - | 1993 TC18                | 9 ottobre 1993    | Elst, E. W.                                               |
| 155384 - | 1993 TZ19                | 9 ottobre 1993    | Elst, E. W.                                               |
| 155385 - | 1993 UO6                 | 20 ottobre 1993   | Elst, E. W.                                               |
| 155386 - | 1994 AF6                 | 7 gennaio 1994    | Spacewatch                                                |
| 155387 - | 1994 AC9                 | 8 gennaio 1994    | Spacewatch                                                |
| 155388 - | 1994 AR10                | 8 gennaio 1994    | Spacewatch                                                |
| 155389 - | 1994 CY3                 | 10 febbraio 1994  | Spacewatch                                                |
| 155390 - | 1994 PP29                | 12 agosto 1994    | Elst, E. W.                                               |
| 155391 - | 1994 PG30                | 12 agosto 1994    | Elst, E. W.                                               |
| 155392 - | 1994 SE3                 | 28 settembre 1994 | Spacewatch                                                |
| 155393 - | 1995 BN5                 | 23 gennaio 1995   | Spacewatch                                                |
| 155394 - | 1995 CQ6                 | 1 febbraio 1995   | Spacewatch                                                |
| 155395 - | 1995 SA5                 | 25 settembre 1995 | Šarounová, L.                                             |
| 155396 - | 1995 SS14                | 18 settembre 1995 | Spacewatch                                                |
| 155397 - | 1995 SA19                | 18 settembre 1995 | Spacewatch                                                |
| 155398 - | 1995 SS31                | 21 settembre 1995 | Spacewatch                                                |
| 155399 - | 1995 SB47                | 26 settembre 1995 | Spacewatch                                                |
| 155400 - | 1995 UD1                 | 21 ottobre 1995   | Klet                                                      |

## 155401-155500
| Nome             | Designazione provvisoria | Data di scoperta  | Scopritore                           |
| ---------------- | ------------------------ | ----------------- | ------------------------------------ |
| 155401 -         | 1995 UM14                | 17 ottobre 1995   | Spacewatch                           |
| 155402 -         | 1995 UZ17                | 18 ottobre 1995   | Spacewatch                           |
| 155403 -         | 1995 UC19                | 19 ottobre 1995   | Spacewatch                           |
| 155404 -         | 1995 UX38                | 22 ottobre 1995   | Spacewatch                           |
| 155405 -         | 1995 VH9                 | 14 novembre 1995  | Spacewatch                           |
| 155406 -         | 1995 VS9                 | 15 novembre 1995  | Spacewatch                           |
| 155407 -         | 1995 XB4                 | 14 dicembre 1995  | Spacewatch                           |
| 155408 -         | 1995 YF7                 | 16 dicembre 1995  | Spacewatch                           |
| 155409 -         | 1995 YN7                 | 16 dicembre 1995  | Spacewatch                           |
| 155410 -         | 1996 CE2                 | 15 febbraio 1996  | Sicoli, P., Ghezzi, P.               |
| 155411 -         | 1996 DG3                 | 28 febbraio 1996  | Offutt, W.                           |
| 155412 -         | 1996 FO10                | 20 marzo 1996     | Spacewatch                           |
| 155413 -         | 1996 HS19                | 18 aprile 1996    | Elst, E. W.                          |
| 155414 -         | 1996 HQ24                | 20 aprile 1996    | Elst, E. W.                          |
| 155415 -         | 1996 JZ5                 | 11 maggio 1996    | Spacewatch                           |
| 155416 -         | 1996 KJ2                 | 17 maggio 1996    | Spacewatch                           |
| 155417 -         | 1996 RC7                 | 5 settembre 1996  | Spacewatch                           |
| 155418 -         | 1996 SQ2                 | 19 settembre 1996 | Spacewatch                           |
| 155419 -         | 1996 TG34                | 10 ottobre 1996   | Spacewatch                           |
| 155420 -         | 1996 VJ10                | 4 novembre 1996   | Spacewatch                           |
| 155421 -         | 1996 VT22                | 9 novembre 1996   | Spacewatch                           |
| 155422 -         | 1996 XR16                | 4 dicembre 1996   | Spacewatch                           |
| 155423 -         | 1997 AZ19                | 10 gennaio 1997   | Spacewatch                           |
| 155424 -         | 1997 BL5                 | 31 gennaio 1997   | Spacewatch                           |
| 155425 -         | 1997 ER6                 | 3 marzo 1997      | Spacewatch                           |
| 155426 -         | 1997 GU13                | 3 aprile 1997     | LINEAR                               |
| 155427 -         | 1997 LO5                 | 1 giugno 1997     | Spacewatch                           |
| 155428 -         | 1997 MU2                 | 28 giugno 1997    | LINEAR                               |
| 155429 -         | 1997 MB8                 | 29 giugno 1997    | Spacewatch                           |
| 155430 -         | 1997 NS5                 | 7 luglio 1997     | Spacewatch                           |
| 155431 -         | 1997 QL2                 | 30 agosto 1997    | NEAT                                 |
| 155432 -         | 1997 SS2                 | 25 settembre 1997 | Wolf, M., Pravec, P.                 |
| 155433 -         | 1997 UQ4                 | 18 ottobre 1997   | Beijing Schmidt CCD Asteroid Program |
| 155434 -         | 1997 VQ8                 | 3 novembre 1997   | Beijing Schmidt CCD Asteroid Program |
| 155435 -         | 1997 WN6                 | 23 novembre 1997  | Spacewatch                           |
| 155436 -         | 1997 WZ24                | 28 novembre 1997  | Spacewatch                           |
| 155437 -         | 1998 DE                  | 17 febbraio 1998  | Antonini, P.                         |
| 155438 Velásquez | 1998 DV                  | 18 febbraio 1998  | Klet                                 |
| 155439 -         | 1998 DF24                | 21 febbraio 1998  | Spacewatch                           |
| 155440 -         | 1998 FN8                 | 21 marzo 1998     | Spacewatch                           |
| 155441 -         | 1998 FP10                | 24 marzo 1998     | ODAS                                 |
| 155442 -         | 1998 HN9                 | 18 aprile 1998    | Spacewatch                           |
| 155443 -         | 1998 HX14                | 17 aprile 1998    | Spacewatch                           |
| 155444 -         | 1998 HJ35                | 20 aprile 1998    | LINEAR                               |
| 155445 -         | 1998 HL35                | 20 aprile 1998    | LINEAR                               |
| 155446 -         | 1998 HK40                | 20 aprile 1998    | LINEAR                               |
| 155447 -         | 1998 HN41                | 19 aprile 1998    | Spacewatch                           |
| 155448 -         | 1998 HB43                | 24 aprile 1998    | Spacewatch                           |
| 155449 -         | 1998 HV94                | 21 aprile 1998    | LINEAR                               |
| 155450 -         | 1998 HT119               | 23 aprile 1998    | LINEAR                               |
| 155451 -         | 1998 HV134               | 19 aprile 1998    | LINEAR                               |
| 155452 -         | 1998 HN150               | 20 aprile 1998    | LINEAR                               |
| 155453 -         | 1998 HS154               | 19 aprile 1998    | LINEAR                               |
| 155454 -         | 1998 MU18                | 19 giugno 1998    | ODAS                                 |
| 155455 -         | 1998 ML24                | 29 giugno 1998    | Spacewatch                           |
| 155456 -         | 1998 QQ62                | 27 agosto 1998    | Beijing Schmidt CCD Asteroid Program |
| 155457 -         | 1998 QK103               | 26 agosto 1998    | Elst, E. W.                          |
| 155458 -         | 1998 QL111               | 17 agosto 1998    | LINEAR                               |
| 155459 -         | 1998 RS6                 | 12 settembre 1998 | Spacewatch                           |
| 155460 -         | 1998 RB14                | 14 settembre 1998 | Spacewatch                           |
| 155461 -         | 1998 RV37                | 14 settembre 1998 | LINEAR                               |
| 155462 -         | 1998 RG42                | 14 settembre 1998 | LINEAR                               |
| 155463 -         | 1998 RM53                | 14 settembre 1998 | LINEAR                               |
| 155464 -         | 1998 RU70                | 14 settembre 1998 | LINEAR                               |
| 155465 -         | 1998 RE79                | 14 settembre 1998 | LINEAR                               |
| 155466 -         | 1998 SJ9                 | 17 settembre 1998 | Beijing Schmidt CCD Asteroid Program |
| 155467 -         | 1998 SO20                | 21 settembre 1998 | Spacewatch                           |
| 155468 -         | 1998 SM65                | 20 settembre 1998 | Elst, E. W.                          |
| 155469 -         | 1998 SB81                | 26 settembre 1998 | LINEAR                               |
| 155470 -         | 1998 SH88                | 26 settembre 1998 | LINEAR                               |
| 155471 -         | 1998 SC97                | 26 settembre 1998 | LINEAR                               |
| 155472 -         | 1998 SY98                | 26 settembre 1998 | LINEAR                               |
| 155473 -         | 1998 SW104               | 26 settembre 1998 | LINEAR                               |
| 155474 -         | 1998 SO124               | 26 settembre 1998 | LINEAR                               |
| 155475 -         | 1998 SP131               | 26 settembre 1998 | LINEAR                               |
| 155476 -         | 1998 SX141               | 26 settembre 1998 | LINEAR                               |
| 155477 -         | 1998 SG149               | 26 settembre 1998 | LINEAR                               |
| 155478 -         | 1998 SY162               | 26 settembre 1998 | LINEAR                               |
| 155479 -         | 1998 TG2                 | 13 ottobre 1998   | ODAS                                 |
| 155480 -         | 1998 TK2                 | 13 ottobre 1998   | ODAS                                 |
| 155481 -         | 1998 TJ25                | 14 ottobre 1998   | Spacewatch                           |
| 155482 -         | 1998 TF38                | 10 ottobre 1998   | LONEOS                               |
| 155483 -         | 1998 UC27                | 18 ottobre 1998   | Elst, E. W.                          |
| 155484 -         | 1998 US34                | 28 ottobre 1998   | LINEAR                               |
| 155485 -         | 1998 VY11                | 10 novembre 1998  | LINEAR                               |
| 155486 -         | 1998 VT56                | 11 novembre 1998  | LONEOS                               |
| 155487 -         | 1998 WP8                 | 27 novembre 1998  | Griffin, I. P.                       |
| 155488 -         | 1998 WJ35                | 18 novembre 1998  | Spacewatch                           |
| 155489 -         | 1998 XA8                 | 9 dicembre 1998   | Spacewatch                           |
| 155490 -         | 1998 XF27                | 15 dicembre 1998  | LINEAR                               |
| 155491 -         | 1998 YR7                 | 24 dicembre 1998  | CSS                                  |
| 155492 -         | 1999 AD15                | 8 gennaio 1999    | Spacewatch                           |
| 155493 -         | 1999 BZ26                | 16 gennaio 1999   | Spacewatch                           |
| 155494 -         | 1999 CY16                | 10 febbraio 1999  | LINEAR                               |
| 155495 -         | 1999 CW33                | 10 febbraio 1999  | LINEAR                               |
| 155496 -         | 1999 CF34                | 10 febbraio 1999  | LINEAR                               |
| 155497 -         | 1999 CL91                | 10 febbraio 1999  | LINEAR                               |
| 155498 -         | 1999 CO102               | 12 febbraio 1999  | LINEAR                               |
| 155499 -         | 1999 EU6                 | 14 marzo 1999     | Spacewatch                           |
| 155500 -         | 1999 EN12                | 15 marzo 1999     | LINEAR                               |

## 155501-155600
| Nome     | Designazione provvisoria | Data di scoperta  | Scopritore   |
| -------- | ------------------------ | ----------------- | ------------ |
| 155501 - | 1999 JX96                | 12 maggio 1999    | LINEAR       |
| 155502 - | 1999 JP97                | 12 maggio 1999    | LINEAR       |
| 155503 - | 1999 LP5                 | 11 giugno 1999    | LINEAR       |
| 155504 - | 1999 LC7                 | 9 giugno 1999     | Spacewatch   |
| 155505 - | 1999 NR32                | 14 luglio 1999    | LINEAR       |
| 155506 - | 1999 NM40                | 14 luglio 1999    | LINEAR       |
| 155507 - | 1999 RE5                 | 3 settembre 1999  | Spacewatch   |
| 155508 - | 1999 RF22                | 7 settembre 1999  | LINEAR       |
| 155509 - | 1999 RP73                | 7 settembre 1999  | LINEAR       |
| 155510 - | 1999 RR73                | 7 settembre 1999  | LINEAR       |
| 155511 - | 1999 RU143               | 9 settembre 1999  | LINEAR       |
| 155512 - | 1999 RH162               | 9 settembre 1999  | LINEAR       |
| 155513 - | 1999 RB172               | 9 settembre 1999  | LINEAR       |
| 155514 - | 1999 RT172               | 9 settembre 1999  | LINEAR       |
| 155515 - | 1999 RZ190               | 10 settembre 1999 | LINEAR       |
| 155516 - | 1999 RG204               | 8 settembre 1999  | LINEAR       |
| 155517 - | 1999 RH213               | 12 settembre 1999 | Bickel, W.   |
| 155518 - | 1999 RS217               | 3 settembre 1999  | Spacewatch   |
| 155519 - | 1999 RS251               | 8 settembre 1999  | Spacewatch   |
| 155520 - | 1999 TH10                | 8 ottobre 1999    | Comba, P. G. |
| 155521 - | 1999 TM26                | 3 ottobre 1999    | LINEAR       |
| 155522 - | 1999 TF28                | 3 ottobre 1999    | LINEAR       |
| 155523 - | 1999 TJ36                | 11 ottobre 1999   | LONEOS       |
| 155524 - | 1999 TL57                | 6 ottobre 1999    | Spacewatch   |
| 155525 - | 1999 TR61                | 7 ottobre 1999    | Spacewatch   |
| 155526 - | 1999 TV64                | 8 ottobre 1999    | Spacewatch   |
| 155527 - | 1999 TU72                | 9 ottobre 1999    | Spacewatch   |
| 155528 - | 1999 TX85                | 14 ottobre 1999   | Spacewatch   |
| 155529 - | 1999 TZ119               | 4 ottobre 1999    | LINEAR       |
| 155530 - | 1999 TS121               | 15 ottobre 1999   | LINEAR       |
| 155531 - | 1999 TB129               | 6 ottobre 1999    | LINEAR       |
| 155532 - | 1999 TR133               | 6 ottobre 1999    | LINEAR       |
| 155533 - | 1999 TU135               | 6 ottobre 1999    | LINEAR       |
| 155534 - | 1999 TY145               | 7 ottobre 1999    | LINEAR       |
| 155535 - | 1999 TR177               | 10 ottobre 1999   | LINEAR       |
| 155536 - | 1999 TO196               | 12 ottobre 1999   | LINEAR       |
| 155537 - | 1999 TL204               | 13 ottobre 1999   | LINEAR       |
| 155538 - | 1999 TC207               | 14 ottobre 1999   | LINEAR       |
| 155539 - | 1999 TU221               | 1 ottobre 1999    | CSS          |
| 155540 - | 1999 TN224               | 1 ottobre 1999    | CSS          |
| 155541 - | 1999 TJ250               | 9 ottobre 1999    | CSS          |
| 155542 - | 1999 TE260               | 10 ottobre 1999   | Spacewatch   |
| 155543 - | 1999 TC264               | 15 ottobre 1999   | Spacewatch   |
| 155544 - | 1999 TX284               | 9 ottobre 1999    | LINEAR       |
| 155545 - | 1999 TH306               | 6 ottobre 1999    | LINEAR       |
| 155546 - | 1999 TP310               | 4 ottobre 1999    | Spacewatch   |
| 155547 - | 1999 UZ14                | 29 ottobre 1999   | CSS          |
| 155548 - | 1999 UU21                | 31 ottobre 1999   | Spacewatch   |
| 155549 - | 1999 UC29                | 31 ottobre 1999   | Spacewatch   |
| 155550 - | 1999 UK31                | 31 ottobre 1999   | Spacewatch   |
| 155551 - | 1999 UL47                | 29 ottobre 1999   | CSS          |
| 155552 - | 1999 UA48                | 30 ottobre 1999   | CSS          |
| 155553 - | 1999 UY56                | 29 ottobre 1999   | Spacewatch   |
| 155554 - | 1999 VW57                | 4 novembre 1999   | LINEAR       |
| 155555 - | 1999 VM59                | 4 novembre 1999   | LINEAR       |
| 155556 - | 1999 VP80                | 4 novembre 1999   | LINEAR       |
| 155557 - | 1999 VW96                | 9 novembre 1999   | LINEAR       |
| 155558 - | 1999 VO127               | 9 novembre 1999   | Spacewatch   |
| 155559 - | 1999 VB147               | 12 novembre 1999  | LINEAR       |
| 155560 - | 1999 VD159               | 14 novembre 1999  | LINEAR       |
| 155561 - | 1999 VL161               | 14 novembre 1999  | LINEAR       |
| 155562 - | 1999 VD183               | 9 novembre 1999   | LINEAR       |
| 155563 - | 1999 VR197               | 3 novembre 1999   | CSS          |
| 155564 - | 1999 VD204               | 5 novembre 1999   | LINEAR       |
| 155565 - | 1999 VX209               | 12 novembre 1999  | LINEAR       |
| 155566 - | 1999 VY209               | 12 novembre 1999  | LINEAR       |
| 155567 - | 1999 WX15                | 29 novembre 1999  | Spacewatch   |
| 155568 - | 1999 WN17                | 30 novembre 1999  | Spacewatch   |
| 155569 - | 1999 WU17                | 30 novembre 1999  | Spacewatch   |
| 155570 - | 1999 WE24                | 28 novembre 1999  | Spacewatch   |
| 155571 - | 1999 XC29                | 6 dicembre 1999   | LINEAR       |
| 155572 - | 1999 XX47                | 7 dicembre 1999   | LINEAR       |
| 155573 - | 1999 XG66                | 7 dicembre 1999   | LINEAR       |
| 155574 - | 1999 XX73                | 7 dicembre 1999   | LINEAR       |
| 155575 - | 1999 XL78                | 7 dicembre 1999   | LINEAR       |
| 155576 - | 1999 XY128               | 12 dicembre 1999  | LINEAR       |
| 155577 - | 1999 XT135               | 8 dicembre 1999   | LINEAR       |
| 155578 - | 1999 XE145               | 7 dicembre 1999   | Spacewatch   |
| 155579 - | 1999 XG219               | 15 dicembre 1999  | Spacewatch   |
| 155580 - | 1999 XE232               | 4 dicembre 1999   | CSS          |
| 155581 - | 1999 YN2                 | 16 dicembre 1999  | Spacewatch   |
| 155582 - | 1999 YN15                | 31 dicembre 1999  | Spacewatch   |
| 155583 - | 2000 AY148               | 7 gennaio 2000    | LINEAR       |
| 155584 - | 2000 AF157               | 3 gennaio 2000    | LINEAR       |
| 155585 - | 2000 AJ166               | 8 gennaio 2000    | LINEAR       |
| 155586 - | 2000 AU182               | 7 gennaio 2000    | LINEAR       |
| 155587 - | 2000 AN205               | 15 gennaio 2000   | Comba, P. G. |
| 155588 - | 2000 AQ209               | 5 gennaio 2000    | Spacewatch   |
| 155589 - | 2000 AJ249               | 3 gennaio 2000    | Spacewatch   |
| 155590 - | 2000 BZ9                 | 26 gennaio 2000   | Spacewatch   |
| 155591 - | 2000 BK34                | 30 gennaio 2000   | CSS          |
| 155592 - | 2000 CK                  | 2 febbraio 2000   | Comba, P. G. |
| 155593 - | 2000 CK15                | 2 febbraio 2000   | LINEAR       |
| 155594 - | 2000 CP22                | 2 febbraio 2000   | LINEAR       |
| 155595 - | 2000 CL31                | 2 febbraio 2000   | LINEAR       |
| 155596 - | 2000 CB42                | 2 febbraio 2000   | LINEAR       |
| 155597 - | 2000 CE61                | 2 febbraio 2000   | LINEAR       |
| 155598 - | 2000 CR69                | 1 febbraio 2000   | Spacewatch   |
| 155599 - | 2000 CL74                | 8 febbraio 2000   | Spacewatch   |
| 155600 - | 2000 CC81                | 4 febbraio 2000   | LINEAR       |

## 155601-155700
| Nome     | Designazione provvisoria | Data di scoperta | Scopritore        |
| -------- | ------------------------ | ---------------- | ----------------- |
| 155601 - | 2000 CY97                | 7 febbraio 2000  | Spacewatch        |
| 155602 - | 2000 CS111               | 6 febbraio 2000  | CSS               |
| 155603 - | 2000 CB138               | 4 febbraio 2000  | Spacewatch        |
| 155604 - | 2000 DP20                | 29 febbraio 2000 | LINEAR            |
| 155605 - | 2000 DO40                | 29 febbraio 2000 | LINEAR            |
| 155606 - | 2000 DW44                | 29 febbraio 2000 | LINEAR            |
| 155607 - | 2000 DG55                | 29 febbraio 2000 | LINEAR            |
| 155608 - | 2000 DN75                | 29 febbraio 2000 | LINEAR            |
| 155609 - | 2000 DJ83                | 28 febbraio 2000 | LINEAR            |
| 155610 - | 2000 DQ87                | 29 febbraio 2000 | LINEAR            |
| 155611 - | 2000 DA107               | 29 febbraio 2000 | LINEAR            |
| 155612 - | 2000 DW109               | 29 febbraio 2000 | LINEAR            |
| 155613 - | 2000 EW13                | 5 marzo 2000     | LINEAR            |
| 155614 - | 2000 EO23                | 8 marzo 2000     | Spacewatch        |
| 155615 - | 2000 ED60                | 10 marzo 2000    | LINEAR            |
| 155616 - | 2000 EU66                | 10 marzo 2000    | LINEAR            |
| 155617 - | 2000 EH68                | 10 marzo 2000    | LINEAR            |
| 155618 - | 2000 EJ75                | 9 marzo 2000     | LINEAR            |
| 155619 - | 2000 EF100               | 12 marzo 2000    | Spacewatch        |
| 155620 - | 2000 ER100               | 12 marzo 2000    | Spacewatch        |
| 155621 - | 2000 EV101               | 14 marzo 2000    | Spacewatch        |
| 155622 - | 2000 EE145               | 3 marzo 2000     | CSS               |
| 155623 - | 2000 EY149               | 5 marzo 2000     | LINEAR            |
| 155624 - | 2000 EO180               | 4 marzo 2000     | LINEAR            |
| 155625 - | 2000 FO2                 | 26 marzo 2000    | Spacewatch        |
| 155626 - | 2000 FX14                | 29 marzo 2000    | LINEAR            |
| 155627 - | 2000 FY17                | 29 marzo 2000    | LINEAR            |
| 155628 - | 2000 FG29                | 27 marzo 2000    | LONEOS            |
| 155629 - | 2000 FP40                | 29 marzo 2000    | LINEAR            |
| 155630 - | 2000 FS46                | 29 marzo 2000    | LINEAR            |
| 155631 - | 2000 FH72                | 25 marzo 2000    | Spacewatch        |
| 155632 - | 2000 FQ73                | 25 marzo 2000    | Spacewatch        |
| 155633 - | 2000 GE                  | 1 aprile 2000    | Spacewatch        |
| 155634 - | 2000 GJ2                 | 5 aprile 2000    | Comba, P. G.      |
| 155635 - | 2000 GL4                 | 4 aprile 2000    | LINEAR            |
| 155636 - | 2000 GP10                | 5 aprile 2000    | LINEAR            |
| 155637 - | 2000 GZ21                | 5 aprile 2000    | LINEAR            |
| 155638 - | 2000 GD23                | 5 aprile 2000    | LINEAR            |
| 155639 - | 2000 GU38                | 5 aprile 2000    | LINEAR            |
| 155640 - | 2000 GJ39                | 5 aprile 2000    | LINEAR            |
| 155641 - | 2000 GT40                | 5 aprile 2000    | LINEAR            |
| 155642 - | 2000 GQ46                | 5 aprile 2000    | LINEAR            |
| 155643 - | 2000 GZ47                | 5 aprile 2000    | LINEAR            |
| 155644 - | 2000 GY48                | 5 aprile 2000    | LINEAR            |
| 155645 - | 2000 GM52                | 5 aprile 2000    | LINEAR            |
| 155646 - | 2000 GT57                | 5 aprile 2000    | LINEAR            |
| 155647 - | 2000 GW63                | 5 aprile 2000    | LINEAR            |
| 155648 - | 2000 GN80                | 8 aprile 2000    | LINEAR            |
| 155649 - | 2000 GL88                | 4 aprile 2000    | LINEAR            |
| 155650 - | 2000 GK92                | 5 aprile 2000    | LINEAR            |
| 155651 - | 2000 GO98                | 7 aprile 2000    | LINEAR            |
| 155652 - | 2000 GK131               | 7 aprile 2000    | Spacewatch        |
| 155653 - | 2000 GD132               | 10 aprile 2000   | Spacewatch        |
| 155654 - | 2000 GT143               | 7 aprile 2000    | LONEOS            |
| 155655 - | 2000 GG144               | 7 aprile 2000    | Spacewatch        |
| 155656 - | 2000 GY147               | 5 aprile 2000    | LINEAR            |
| 155657 - | 2000 GA152               | 6 aprile 2000    | LINEAR            |
| 155658 - | 2000 GQ159               | 7 aprile 2000    | LINEAR            |
| 155659 - | 2000 GE173               | 3 aprile 2000    | LINEAR            |
| 155660 - | 2000 HL3                 | 26 aprile 2000   | Spacewatch        |
| 155661 - | 2000 HE5                 | 28 aprile 2000   | LINEAR            |
| 155662 - | 2000 HE7                 | 28 aprile 2000   | Spacewatch        |
| 155663 - | 2000 HM8                 | 27 aprile 2000   | LINEAR            |
| 155664 - | 2000 HA16                | 29 aprile 2000   | LINEAR            |
| 155665 - | 2000 HP23                | 30 aprile 2000   | LINEAR            |
| 155666 - | 2000 HW26                | 24 aprile 2000   | LONEOS            |
| 155667 - | 2000 HQ28                | 29 aprile 2000   | LINEAR            |
| 155668 - | 2000 HC43                | 29 aprile 2000   | LINEAR            |
| 155669 - | 2000 HJ48                | 29 aprile 2000   | LINEAR            |
| 155670 - | 2000 HS53                | 29 aprile 2000   | LINEAR            |
| 155671 - | 2000 HU54                | 29 aprile 2000   | LINEAR            |
| 155672 - | 2000 HF60                | 25 aprile 2000   | LONEOS            |
| 155673 - | 2000 HL60                | 25 aprile 2000   | LONEOS            |
| 155674 - | 2000 HY64                | 26 aprile 2000   | LONEOS            |
| 155675 - | 2000 HO66                | 26 aprile 2000   | Spacewatch        |
| 155676 - | 2000 HL94                | 29 aprile 2000   | LINEAR            |
| 155677 - | 2000 JE2                 | 3 maggio 2000    | Comba, P. G.      |
| 155678 - | 2000 JK2                 | 3 maggio 2000    | LINEAR            |
| 155679 - | 2000 JP2                 | 4 maggio 2000    | Klet              |
| 155680 - | 2000 JU10                | 9 maggio 2000    | Cooney Jr., W. R. |
| 155681 - | 2000 JN21                | 6 maggio 2000    | LINEAR            |
| 155682 - | 2000 JM46                | 7 maggio 2000    | LINEAR            |
| 155683 - | 2000 JG53                | 9 maggio 2000    | LINEAR            |
| 155684 - | 2000 JT54                | 6 maggio 2000    | LINEAR            |
| 155685 - | 2000 JF94                | 4 maggio 2000    | LINEAR            |
| 155686 - | 2000 KH26                | 28 maggio 2000   | LINEAR            |
| 155687 - | 2000 KB38                | 24 maggio 2000   | Spacewatch        |
| 155688 - | 2000 KP49                | 30 maggio 2000   | Spacewatch        |
| 155689 - | 2000 LV2                 | 4 giugno 2000    | Crni Vrh          |
| 155690 - | 2000 OO14                | 23 luglio 2000   | LINEAR            |
| 155691 - | 2000 OS22                | 31 luglio 2000   | LINEAR            |
| 155692 - | 2000 OV28                | 30 luglio 2000   | LINEAR            |
| 155693 - | 2000 OY45                | 30 luglio 2000   | LINEAR            |
| 155694 - | 2000 PA18                | 1 agosto 2000    | LINEAR            |
| 155695 - | 2000 PP19                | 1 agosto 2000    | LINEAR            |
| 155696 - | 2000 QH24                | 25 agosto 2000   | LINEAR            |
| 155697 - | 2000 QP24                | 25 agosto 2000   | LINEAR            |
| 155698 - | 2000 QS41                | 24 agosto 2000   | LINEAR            |
| 155699 - | 2000 QR42                | 24 agosto 2000   | LINEAR            |
| 155700 - | 2000 QE67                | 28 agosto 2000   | LINEAR            |

## 155701-155800
| Nome         | Designazione provvisoria | Data di scoperta  | Scopritore  |
| ------------ | ------------------------ | ----------------- | ----------- |
| 155701 -     | 2000 QS67                | 28 agosto 2000    | LINEAR      |
| 155702 -     | 2000 QJ69                | 26 agosto 2000    | Spacewatch  |
| 155703 -     | 2000 QY77                | 24 agosto 2000    | LINEAR      |
| 155704 -     | 2000 QJ89                | 25 agosto 2000    | LINEAR      |
| 155705 -     | 2000 QZ104               | 28 agosto 2000    | LINEAR      |
| 155706 -     | 2000 QF122               | 25 agosto 2000    | LINEAR      |
| 155707 -     | 2000 QP123               | 25 agosto 2000    | LINEAR      |
| 155708 -     | 2000 QD138               | 31 agosto 2000    | LINEAR      |
| 155709 -     | 2000 QN147               | 28 agosto 2000    | LINEAR      |
| 155710 -     | 2000 QW150               | 25 agosto 2000    | LINEAR      |
| 155711 -     | 2000 QP160               | 31 agosto 2000    | LINEAR      |
| 155712 -     | 2000 QA175               | 31 agosto 2000    | LINEAR      |
| 155713 -     | 2000 QS185               | 26 agosto 2000    | LINEAR      |
| 155714 -     | 2000 QK187               | 26 agosto 2000    | LINEAR      |
| 155715 -     | 2000 QK191               | 26 agosto 2000    | LINEAR      |
| 155716 -     | 2000 QE196               | 28 agosto 2000    | LINEAR      |
| 155717 -     | 2000 QQ210               | 31 agosto 2000    | LINEAR      |
| 155718 -     | 2000 QT210               | 31 agosto 2000    | LINEAR      |
| 155719 -     | 2000 QD214               | 31 agosto 2000    | LINEAR      |
| 155720 -     | 2000 QF214               | 31 agosto 2000    | LINEAR      |
| 155721 -     | 2000 QQ214               | 31 agosto 2000    | LINEAR      |
| 155722 -     | 2000 QS222               | 21 agosto 2000    | LONEOS      |
| 155723 -     | 2000 QK229               | 31 agosto 2000    | LINEAR      |
| 155724 -     | 2000 QD244               | 24 agosto 2000    | LINEAR      |
| 155725 -     | 2000 RO8                 | 1 settembre 2000  | LINEAR      |
| 155726 -     | 2000 RL35                | 1 settembre 2000  | LINEAR      |
| 155727 -     | 2000 RN40                | 3 settembre 2000  | LINEAR      |
| 155728 -     | 2000 RP47                | 3 settembre 2000  | LINEAR      |
| 155729 -     | 2000 RU63                | 3 settembre 2000  | LINEAR      |
| 155730 -     | 2000 RQ64                | 1 settembre 2000  | LINEAR      |
| 155731 -     | 2000 RH81                | 1 settembre 2000  | LINEAR      |
| 155732 -     | 2000 RZ86                | 2 settembre 2000  | LONEOS      |
| 155733 -     | 2000 RN89                | 3 settembre 2000  | LINEAR      |
| 155734 -     | 2000 RJ97                | 5 settembre 2000  | LONEOS      |
| 155735 -     | 2000 RZ101               | 5 settembre 2000  | LONEOS      |
| 155736 -     | 2000 RN103               | 5 settembre 2000  | LONEOS      |
| 155737 -     | 2000 SK6                 | 20 settembre 2000 | LINEAR      |
| 155738 -     | 2000 SB16                | 23 settembre 2000 | LINEAR      |
| 155739 -     | 2000 SY30                | 24 settembre 2000 | LINEAR      |
| 155740 -     | 2000 SF46                | 22 settembre 2000 | LINEAR      |
| 155741 -     | 2000 SK56                | 24 settembre 2000 | LINEAR      |
| 155742 -     | 2000 SH59                | 24 settembre 2000 | LINEAR      |
| 155743 -     | 2000 SO60                | 24 settembre 2000 | LINEAR      |
| 155744 -     | 2000 SC61                | 24 settembre 2000 | LINEAR      |
| 155745 -     | 2000 SO67                | 24 settembre 2000 | LINEAR      |
| 155746 -     | 2000 SX67                | 24 settembre 2000 | LINEAR      |
| 155747 -     | 2000 SV93                | 23 settembre 2000 | LINEAR      |
| 155748 -     | 2000 SV95                | 23 settembre 2000 | LINEAR      |
| 155749 -     | 2000 SR97                | 23 settembre 2000 | LINEAR      |
| 155750 -     | 2000 SK102               | 24 settembre 2000 | LINEAR      |
| 155751 -     | 2000 SY102               | 24 settembre 2000 | LINEAR      |
| 155752 -     | 2000 SP110               | 24 settembre 2000 | LINEAR      |
| 155753 -     | 2000 SJ112               | 24 settembre 2000 | LINEAR      |
| 155754 -     | 2000 SB118               | 24 settembre 2000 | LINEAR      |
| 155755 -     | 2000 SK124               | 24 settembre 2000 | LINEAR      |
| 155756 -     | 2000 SY127               | 24 settembre 2000 | LINEAR      |
| 155757 -     | 2000 SY132               | 23 settembre 2000 | LINEAR      |
| 155758 -     | 2000 SJ139               | 23 settembre 2000 | LINEAR      |
| 155759 -     | 2000 SG140               | 23 settembre 2000 | LINEAR      |
| 155760 -     | 2000 SP147               | 24 settembre 2000 | LINEAR      |
| 155761 -     | 2000 SN161               | 19 settembre 2000 | NEAT        |
| 155762 -     | 2000 SC164               | 24 settembre 2000 | LINEAR      |
| 155763 -     | 2000 SJ178               | 28 settembre 2000 | LINEAR      |
| 155764 -     | 2000 SS178               | 28 settembre 2000 | LINEAR      |
| 155765 -     | 2000 SM189               | 22 settembre 2000 | Spacewatch  |
| 155766 -     | 2000 SO223               | 27 settembre 2000 | LINEAR      |
| 155767 -     | 2000 SZ228               | 28 settembre 2000 | LINEAR      |
| 155768 -     | 2000 SC232               | 26 settembre 2000 | LINEAR      |
| 155769 -     | 2000 ST232               | 30 settembre 2000 | LINEAR      |
| 155770 -     | 2000 SF238               | 25 settembre 2000 | LINEAR      |
| 155771 -     | 2000 SK238               | 26 settembre 2000 | LINEAR      |
| 155772 -     | 2000 SM240               | 25 settembre 2000 | LINEAR      |
| 155773 -     | 2000 ST240               | 26 settembre 2000 | LINEAR      |
| 155774 -     | 2000 SS244               | 24 settembre 2000 | LINEAR      |
| 155775 -     | 2000 SZ247               | 24 settembre 2000 | LINEAR      |
| 155776 -     | 2000 SD275               | 28 settembre 2000 | LINEAR      |
| 155777 -     | 2000 SY282               | 23 settembre 2000 | LINEAR      |
| 155778 -     | 2000 SF287               | 26 settembre 2000 | LINEAR      |
| 155779 -     | 2000 SQ290               | 27 settembre 2000 | LINEAR      |
| 155780 -     | 2000 SM304               | 30 settembre 2000 | LINEAR      |
| 155781 -     | 2000 SX311               | 27 settembre 2000 | LINEAR      |
| 155782 -     | 2000 SG334               | 26 settembre 2000 | NEAT        |
| 155783 -     | 2000 SH338               | 25 settembre 2000 | NEAT        |
| 155784 Ercol | 2000 SH345               | 19 settembre 2000 | Buie, M. W. |
| 155785 -     | 2000 SS351               | 29 settembre 2000 | LONEOS      |
| 155786 -     | 2000 SD358               | 28 settembre 2000 | LONEOS      |
| 155787 -     | 2000 SL365               | 21 settembre 2000 | LONEOS      |
| 155788 -     | 2000 SR366               | 23 settembre 2000 | LONEOS      |
| 155789 -     | 2000 TD9                 | 1 ottobre 2000    | LINEAR      |
| 155790 -     | 2000 TC10                | 1 ottobre 2000    | LINEAR      |
| 155791 -     | 2000 TC15                | 1 ottobre 2000    | LINEAR      |
| 155792 -     | 2000 TL26                | 2 ottobre 2000    | LINEAR      |
| 155793 -     | 2000 TM37                | 1 ottobre 2000    | LINEAR      |
| 155794 -     | 2000 TZ52                | 1 ottobre 2000    | LINEAR      |
| 155795 -     | 2000 UG10                | 24 ottobre 2000   | LINEAR      |
| 155796 -     | 2000 UQ13                | 24 ottobre 2000   | Crni Vrh    |
| 155797 -     | 2000 UM39                | 24 ottobre 2000   | LINEAR      |
| 155798 -     | 2000 UU40                | 24 ottobre 2000   | LINEAR      |
| 155799 -     | 2000 UO45                | 24 ottobre 2000   | LINEAR      |
| 155800 -     | 2000 UT54                | 24 ottobre 2000   | LINEAR      |

## 155801-155900
| Nome     | Designazione provvisoria | Data di scoperta | Scopritore      |
| -------- | ------------------------ | ---------------- | --------------- |
| 155801 - | 2000 UT61                | 25 ottobre 2000  | LINEAR          |
| 155802 - | 2000 UK65                | 25 ottobre 2000  | LINEAR          |
| 155803 - | 2000 UL108               | 30 ottobre 2000  | LINEAR          |
| 155804 - | 2000 VA14                | 1 novembre 2000  | LINEAR          |
| 155805 - | 2000 VD26                | 1 novembre 2000  | LINEAR          |
| 155806 - | 2000 VE28                | 1 novembre 2000  | LINEAR          |
| 155807 - | 2000 VU29                | 1 novembre 2000  | LINEAR          |
| 155808 - | 2000 VF54                | 3 novembre 2000  | LINEAR          |
| 155809 - | 2000 VE58                | 3 novembre 2000  | LINEAR          |
| 155810 - | 2000 VA60                | 1 novembre 2000  | LINEAR          |
| 155811 - | 2000 WL20                | 25 novembre 2000 | Spacewatch      |
| 155812 - | 2000 WS20                | 25 novembre 2000 | Spacewatch      |
| 155813 - | 2000 WZ26                | 26 novembre 2000 | Bohyunsan       |
| 155814 - | 2000 WY31                | 20 novembre 2000 | LINEAR          |
| 155815 - | 2000 WU41                | 20 novembre 2000 | LINEAR          |
| 155816 - | 2000 WK67                | 27 novembre 2000 | LINEAR          |
| 155817 - | 2000 WR74                | 20 novembre 2000 | LINEAR          |
| 155818 - | 2000 WK89                | 21 novembre 2000 | LINEAR          |
| 155819 - | 2000 WS90                | 21 novembre 2000 | LINEAR          |
| 155820 - | 2000 WA95                | 21 novembre 2000 | LINEAR          |
| 155821 - | 2000 WM126               | 16 novembre 2000 | Spacewatch      |
| 155822 - | 2000 WP130               | 20 novembre 2000 | Spacewatch      |
| 155823 - | 2000 WA151               | 20 novembre 2000 | LINEAR          |
| 155824 - | 2000 WP158               | 30 novembre 2000 | NEAT            |
| 155825 - | 2000 WW161               | 20 novembre 2000 | LONEOS          |
| 155826 - | 2000 WL172               | 25 novembre 2000 | LINEAR          |
| 155827 - | 2000 WA178               | 28 novembre 2000 | LINEAR          |
| 155828 - | 2000 XO2                 | 1 dicembre 2000  | LINEAR          |
| 155829 - | 2000 XV21                | 4 dicembre 2000  | LINEAR          |
| 155830 - | 2000 XL23                | 4 dicembre 2000  | LINEAR          |
| 155831 - | 2000 XE47                | 15 dicembre 2000 | LINEAR          |
| 155832 - | 2000 XB52                | 6 dicembre 2000  | LINEAR          |
| 155833 - | 2000 YB                  | 16 dicembre 2000 | Spacewatch      |
| 155834 - | 2000 YG3                 | 18 dicembre 2000 | Spacewatch      |
| 155835 - | 2000 YA8                 | 21 dicembre 2000 | Hug, G.         |
| 155836 - | 2000 YC22                | 29 dicembre 2000 | Yeung, W. K. Y. |
| 155837 - | 2000 YG26                | 23 dicembre 2000 | LINEAR          |
| 155838 - | 2000 YV48                | 30 dicembre 2000 | LINEAR          |
| 155839 - | 2000 YZ50                | 30 dicembre 2000 | LINEAR          |
| 155840 - | 2000 YA60                | 30 dicembre 2000 | LINEAR          |
| 155841 - | 2000 YU69                | 30 dicembre 2000 | LINEAR          |
| 155842 - | 2000 YC87                | 30 dicembre 2000 | LINEAR          |
| 155843 - | 2000 YL100               | 30 dicembre 2000 | NEAT            |
| 155844 - | 2000 YZ112               | 30 dicembre 2000 | LINEAR          |
| 155845 - | 2001 AG3                 | 4 gennaio 2001   | McClusky, J. V. |
| 155846 - | 2001 AM27                | 5 gennaio 2001   | LINEAR          |
| 155847 - | 2001 AD31                | 4 gennaio 2001   | LINEAR          |
| 155848 - | 2001 AO44                | 15 gennaio 2001  | Kobayashi, T.   |
| 155849 - | 2001 AK46                | 15 gennaio 2001  | LINEAR          |
| 155850 - | 2001 AY46                | 15 gennaio 2001  | LINEAR          |
| 155851 - | 2001 BP10                | 19 gennaio 2001  | LINEAR          |
| 155852 - | 2001 BB19                | 19 gennaio 2001  | LINEAR          |
| 155853 - | 2001 BA25                | 20 gennaio 2001  | LINEAR          |
| 155854 - | 2001 BJ35                | 20 gennaio 2001  | LINEAR          |
| 155855 - | 2001 BV38                | 19 gennaio 2001  | Spacewatch      |
| 155856 - | 2001 BD48                | 21 gennaio 2001  | LINEAR          |
| 155857 - | 2001 BJ49                | 21 gennaio 2001  | LINEAR          |
| 155858 - | 2001 BT51                | 16 gennaio 2001  | NEAT            |
| 155859 - | 2001 BY71                | 31 gennaio 2001  | LINEAR          |
| 155860 - | 2001 BT77                | 25 gennaio 2001  | LINEAR          |
| 155861 - | 2001 CA33                | 13 febbraio 2001 | LINEAR          |
| 155862 - | 2001 CP33                | 13 febbraio 2001 | LINEAR          |
| 155863 - | 2001 CQ34                | 13 febbraio 2001 | LINEAR          |
| 155864 - | 2001 CE40                | 13 febbraio 2001 | LINEAR          |
| 155865 - | 2001 DK                  | 16 febbraio 2001 | Yeung, W. K. Y. |
| 155866 - | 2001 DW10                | 17 febbraio 2001 | LINEAR          |
| 155867 - | 2001 DO18                | 16 febbraio 2001 | LINEAR          |
| 155868 - | 2001 DD26                | 17 febbraio 2001 | LINEAR          |
| 155869 - | 2001 DK27                | 17 febbraio 2001 | LINEAR          |
| 155870 - | 2001 DL27                | 17 febbraio 2001 | LINEAR          |
| 155871 - | 2001 DG40                | 19 febbraio 2001 | LINEAR          |
| 155872 - | 2001 DM57                | 16 febbraio 2001 | Spacewatch      |
| 155873 - | 2001 DB59                | 21 febbraio 2001 | LINEAR          |
| 155874 - | 2001 DQ82                | 22 febbraio 2001 | Spacewatch      |
| 155875 - | 2001 DR91                | 20 febbraio 2001 | NEAT            |
| 155876 - | 2001 DS96                | 17 febbraio 2001 | LINEAR          |
| 155877 - | 2001 DF106               | 20 febbraio 2001 | Spacewatch      |
| 155878 - | 2001 ED4                 | 2 marzo 2001     | LONEOS          |
| 155879 - | 2001 EK4                 | 2 marzo 2001     | LONEOS          |
| 155880 - | 2001 ED7                 | 2 marzo 2001     | LONEOS          |
| 155881 - | 2001 EF19                | 14 marzo 2001    | NEAT            |
| 155882 - | 2001 FJ26                | 18 marzo 2001    | LINEAR          |
| 155883 - | 2001 FU38                | 18 marzo 2001    | LINEAR          |
| 155884 - | 2001 FC39                | 18 marzo 2001    | LINEAR          |
| 155885 - | 2001 FZ64                | 19 marzo 2001    | LINEAR          |
| 155886 - | 2001 FP67                | 19 marzo 2001    | LINEAR          |
| 155887 - | 2001 FU68                | 19 marzo 2001    | LINEAR          |
| 155888 - | 2001 FY83                | 26 marzo 2001    | Spacewatch      |
| 155889 - | 2001 FK84                | 26 marzo 2001    | Spacewatch      |
| 155890 - | 2001 FY84                | 26 marzo 2001    | Spacewatch      |
| 155891 - | 2001 FU87                | 21 marzo 2001    | LONEOS          |
| 155892 - | 2001 FP93                | 16 marzo 2001    | LINEAR          |
| 155893 - | 2001 FL100               | 17 marzo 2001    | LINEAR          |
| 155894 - | 2001 FZ106               | 18 marzo 2001    | LONEOS          |
| 155895 - | 2001 FR108               | 18 marzo 2001    | LINEAR          |
| 155896 - | 2001 FT108               | 18 marzo 2001    | LINEAR          |
| 155897 - | 2001 FD116               | 19 marzo 2001    | LINEAR          |
| 155898 - | 2001 FZ116               | 19 marzo 2001    | LINEAR          |
| 155899 - | 2001 FW135               | 21 marzo 2001    | NEAT            |
| 155900 - | 2001 FJ142               | 23 marzo 2001    | LONEOS          |

## 155901-156000
| Nome          | Designazione provvisoria | Data di scoperta  | Scopritore                 |
| ------------- | ------------------------ | ----------------- | -------------------------- |
| 155901 -      | 2001 FK179               | 20 marzo 2001     | LONEOS                     |
| 155902 -      | 2001 FA184               | 25 marzo 2001     | Buie, M. W.                |
| 155903 -      | 2001 FN184               | 26 marzo 2001     | Buie, M. W.                |
| 155904 -      | 2001 HA14                | 23 aprile 2001    | Spacewatch                 |
| 155905 -      | 2001 HV66                | 25 aprile 2001    | LONEOS                     |
| 155906 -      | 2001 MR7                 | 23 giugno 2001    | NEAT                       |
| 155907 -      | 2001 MV23                | 27 giugno 2001    | NEAT                       |
| 155908 -      | 2001 NG4                 | 13 luglio 2001    | NEAT                       |
| 155909 -      | 2001 NF15                | 13 luglio 2001    | NEAT                       |
| 155910 -      | 2001 OH                  | 16 luglio 2001    | LONEOS                     |
| 155911 -      | 2001 OQ38                | 20 luglio 2001    | NEAT                       |
| 155912 -      | 2001 OW40                | 20 luglio 2001    | NEAT                       |
| 155913 -      | 2001 OR43                | 23 luglio 2001    | NEAT                       |
| 155914 -      | 2001 OG55                | 22 luglio 2001    | NEAT                       |
| 155915 -      | 2001 OQ55                | 22 luglio 2001    | NEAT                       |
| 155916 -      | 2001 ON68                | 16 luglio 2001    | LONEOS                     |
| 155917 -      | 2001 OH73                | 21 luglio 2001    | LONEOS                     |
| 155918 -      | 2001 OF86                | 22 luglio 2001    | LINEAR                     |
| 155919 -      | 2001 ON95                | 31 luglio 2001    | NEAT                       |
| 155920 -      | 2001 OG104               | 30 luglio 2001    | LINEAR                     |
| 155921 -      | 2001 OJ105               | 29 luglio 2001    | LONEOS                     |
| 155922 -      | 2001 PT5                 | 10 agosto 2001    | NEAT                       |
| 155923 -      | 2001 PB14                | 14 agosto 2001    | Tesi, L., Boattini, A.     |
| 155924 -      | 2001 PG25                | 11 agosto 2001    | NEAT                       |
| 155925 -      | 2001 PW27                | 13 agosto 2001    | NEAT                       |
| 155926 -      | 2001 PE29                | 15 agosto 2001    | Tesi, L., Tombelli, M.     |
| 155927 -      | 2001 PN43                | 13 agosto 2001    | NEAT                       |
| 155928 -      | 2001 PO43                | 13 agosto 2001    | NEAT                       |
| 155929 -      | 2001 PG53                | 14 agosto 2001    | NEAT                       |
| 155930 -      | 2001 PJ54                | 14 agosto 2001    | NEAT                       |
| 155931 -      | 2001 PV58                | 14 agosto 2001    | NEAT                       |
| 155932 -      | 2001 QD1                 | 16 agosto 2001    | LINEAR                     |
| 155933 -      | 2001 QB2                 | 16 agosto 2001    | LINEAR                     |
| 155934 -      | 2001 QB13                | 16 agosto 2001    | LINEAR                     |
| 155935 -      | 2001 QN15                | 16 agosto 2001    | LINEAR                     |
| 155936 -      | 2001 QG17                | 16 agosto 2001    | LINEAR                     |
| 155937 -      | 2001 QP28                | 16 agosto 2001    | LINEAR                     |
| 155938 -      | 2001 QR32                | 17 agosto 2001    | NEAT                       |
| 155939 -      | 2001 QY35                | 16 agosto 2001    | LINEAR                     |
| 155940 -      | 2001 QX41                | 16 agosto 2001    | LINEAR                     |
| 155941 -      | 2001 QL43                | 16 agosto 2001    | LINEAR                     |
| 155942 -      | 2001 QS54                | 16 agosto 2001    | LINEAR                     |
| 155943 -      | 2001 QR55                | 16 agosto 2001    | LINEAR                     |
| 155944 -      | 2001 QW55                | 16 agosto 2001    | LINEAR                     |
| 155945 -      | 2001 QD56                | 16 agosto 2001    | LINEAR                     |
| 155946 -      | 2001 QK65                | 17 agosto 2001    | LINEAR                     |
| 155947 -      | 2001 QB69                | 17 agosto 2001    | LINEAR                     |
| 155948 Maquet | 2001 QA73                | 21 agosto 2001    | Pic du Midi                |
| 155949 -      | 2001 QC75                | 16 agosto 2001    | LINEAR                     |
| 155950 -      | 2001 QP79                | 16 agosto 2001    | LINEAR                     |
| 155951 -      | 2001 QD89                | 22 agosto 2001    | Yeung, W. K. Y.            |
| 155952 -      | 2001 QU91                | 19 agosto 2001    | LINEAR                     |
| 155953 -      | 2001 QG93                | 22 agosto 2001    | LINEAR                     |
| 155954 -      | 2001 QR95                | 22 agosto 2001    | Spacewatch                 |
| 155955 -      | 2001 QS97                | 17 agosto 2001    | LINEAR                     |
| 155956 -      | 2001 QX98                | 22 agosto 2001    | LINEAR                     |
| 155957 -      | 2001 QU99                | 20 agosto 2001    | LINEAR                     |
| 155958 -      | 2001 QL106               | 18 agosto 2001    | LONEOS                     |
| 155959 -      | 2001 QF127               | 20 agosto 2001    | LINEAR                     |
| 155960 -      | 2001 QV143               | 21 agosto 2001    | Spacewatch                 |
| 155961 -      | 2001 QE145               | 24 agosto 2001    | Spacewatch                 |
| 155962 -      | 2001 QK145               | 24 agosto 2001    | Spacewatch                 |
| 155963 -      | 2001 QJ158               | 23 agosto 2001    | LONEOS                     |
| 155964 -      | 2001 QL181               | 29 agosto 2001    | NEAT                       |
| 155965 -      | 2001 QU198               | 22 agosto 2001    | LINEAR                     |
| 155966 -      | 2001 QF205               | 23 agosto 2001    | LONEOS                     |
| 155967 -      | 2001 QA215               | 23 agosto 2001    | LONEOS                     |
| 155968 -      | 2001 QC219               | 23 agosto 2001    | LONEOS                     |
| 155969 -      | 2001 QJ219               | 23 agosto 2001    | Spacewatch                 |
| 155970 -      | 2001 QL220               | 23 agosto 2001    | Spacewatch                 |
| 155971 -      | 2001 QK224               | 24 agosto 2001    | LINEAR                     |
| 155972 -      | 2001 QW227               | 24 agosto 2001    | LONEOS                     |
| 155973 -      | 2001 QJ235               | 24 agosto 2001    | LINEAR                     |
| 155974 -      | 2001 QN236               | 24 agosto 2001    | LINEAR                     |
| 155975 -      | 2001 QS238               | 24 agosto 2001    | LINEAR                     |
| 155976 -      | 2001 QP239               | 24 agosto 2001    | LINEAR                     |
| 155977 -      | 2001 QB240               | 24 agosto 2001    | LINEAR                     |
| 155978 -      | 2001 QF242               | 24 agosto 2001    | LINEAR                     |
| 155979 -      | 2001 QQ242               | 24 agosto 2001    | LINEAR                     |
| 155980 -      | 2001 QR246               | 24 agosto 2001    | LINEAR                     |
| 155981 -      | 2001 QC247               | 24 agosto 2001    | LINEAR                     |
| 155982 -      | 2001 QE247               | 24 agosto 2001    | LINEAR                     |
| 155983 -      | 2001 QM250               | 24 agosto 2001    | NEAT                       |
| 155984 -      | 2001 QD256               | 25 agosto 2001    | LINEAR                     |
| 155985 -      | 2001 QM256               | 25 agosto 2001    | LINEAR                     |
| 155986 -      | 2001 QK258               | 25 agosto 2001    | LINEAR                     |
| 155987 -      | 2001 QX258               | 25 agosto 2001    | LINEAR                     |
| 155988 -      | 2001 QJ260               | 25 agosto 2001    | LINEAR                     |
| 155989 -      | 2001 QF267               | 20 agosto 2001    | LINEAR                     |
| 155990 -      | 2001 QX283               | 18 agosto 2001    | LONEOS                     |
| 155991 -      | 2001 QB284               | 18 agosto 2001    | NEAT                       |
| 155992 -      | 2001 QN296               | 24 agosto 2001    | LINEAR                     |
| 155993 -      | 2001 RE1                 | 7 settembre 2001  | LINEAR                     |
| 155994 -      | 2001 RJ2                 | 11 settembre 2001 | LINEAR                     |
| 155995 -      | 2001 RX5                 | 9 settembre 2001  | Yeung, W. K. Y.            |
| 155996 -      | 2001 RD11                | 10 settembre 2001 | Yeung, W. K. Y.            |
| 155997 -      | 2001 RP16                | 12 settembre 2001 | Boattini, A., Tombelli, M. |
| 155998 -      | 2001 RQ21                | 7 settembre 2001  | LINEAR                     |
| 155999 -      | 2001 RV26                | 7 settembre 2001  | LINEAR                     |
| 156000 -      | 2001 RR27                | 7 settembre 2001  | LINEAR                     |